# سعدية زاهدي
سعدية زاهدي هي عضو منتدب في المنتدى الاقتصادي العالمي. 

## التعليم
تحمل زاهدي درجة البكالوريوس في الاقتصاد من كلية سميث، وماجستير في الاقتصاد الدولي من المعهد العالي للدراسات الدولية والتنمية بجنيف، وماجستير في إدارة الأعمال من جامعة هارفارد. 

## الحياة المهنية
بدأت سعدية زاهدي حياتها المهنية في المنتدى الاقتصادي العالمي خبيرةً اقتصادية في عام 2004. كانت أصغر شخص يتم تعيينه عضواً منتدباً وعضو مجلس إدارة في المنتدى الاقتصادي العالمي في عام 2018. 
تترأس زاهديمركز المنتدى للاقتصاد الجديد والمجتمع المسؤول عن الاقتصاد ورأس المال البشري والتنمية وجداول أعمال الإنصاف في المنتدى. شاركت في تأليف "مستقبل الوظائف" و "الفجوة العالمية بين الجنسين" و "تقارير المخاطر العالمية". كما تقود مبادرات حول النمو والابتكار والمهارات والوظائف والإنصاف والحراك الاجتماعي.    
عملت في اللجنة رفيعة المستوى للأمين العام للأمم المتحدة المختصة بالتمكين الاقتصادي للمرأة وفي المجموعة الاستشارية رفيعة المستوى لوكالة الفضاء الأوروبية حول استكشاف الإنسان والروبوت للفضاء.  
نشر كتاب Fifty Million Rising: The New Generation of Work Women Transforming the Muslim World في عام 2018. 

## الجوائز
أدرج كتابها Fifty Million Rising في القائمة الطويلة لجائزة فاينانشيال تايمز 2018 وجائزة ماكنزي لكتاب العام الاقتصادي.   حاز اقتراح كتابها على جائزة Financial Times الافتتاحية وجائزة McKinsey Bracken Bower لمؤلفي الأعمال الشباب في عام 2014. 
تم تكريمها باختيارها واحدةً من أكثر 100 امرأة مؤثرة وفق بي بي سي في عامي 2013 و 2014.  

## الحياة الشخصية
ولدت سعدية زاهدي ونشأ في باكستان. تحمل الجنسية السويسرية إضافة للباكستانية.  تتكلم أربع لغات.